# Давидівська сільська рада (Хорошівський район)
Давидівська сільська рада — колишня адміністративно-територіальна одиниця та орган місцевого самоврядування у Хорошівському (Кутузівському, Володарському, Володарсько-Волинському) і Черняхівському районах Коростенської і Волинської округ, Київської й Житомирської областей Української РСР та України з адміністративним центром у селі Давидівка.

## Населені пункти
Сільській раді були підпорядковані населені пункти:
- с. Давидівка

## Населення
Кількість населення ради, станом на 1923 рік, становила 1 980 осіб, кількість дворів — 364.
Кількість населення сільської ради, станом на 1924 рік, становила 1 989 осіб.
Станом на 5 грудня 2001 року, відповідно до перепису населення України, кількість мешканців сільської ради становила 639 осіб.

## Склад ради
Рада складалася з 14 депутатів та голови.

## Керівний склад сільської ради
| ПІБ                            | Основні відомості                                                                      | Дата обрання | Дата звільнення |
| ------------------------------ | -------------------------------------------------------------------------------------- | ------------ | --------------- |
| Котюк Галина Олександрівна     | Сільський голова, 1959 року народження, освіта, член Комуністичної партії України      | 26.03.2006   | 31.10.2010      |
| Ковальчук Микола Олександрович | Сільський голова, 1955 року народження, освіта середня загальна, член ВО «Батьківщина» | 31.10.2010   |                 |

Примітка: таблиця складена за даними джерела

## Історія
Створена 1923 року в складі сіл Березівка, Давидівка та колоній Давидівка й Торчин Кутузівської волості Житомирського повіту Волинської губернії. 24 серпня 1923 року, відповідно до рішення Волинської ГАТК № 4 «Про зміни границь в межах округів, районів і сільрад», с. Березівка та кол. Торчин передані до складу новоствореної Березівської сільської ради Кутузівського району. Станом на 1 жовтня 1941 року кол. Давидівка не перебуває на обліку населених пунктів.
Станом на 1 вересня 1946 року сільська рада входила до складу Володарсько-Волинського району Житомирської області, на обліку в раді перебувало с. Давидівка.
11 серпня 1954 року, внаслідок виконання указу Президії Верховної ради УРСР «Про укрупнення сільських рад по Житомирській області», до складу ради включено с. Сколобів ліквідованої Сколобівської сільської ради Володарсько-Волинського району.
На 1 січня 1972 року сільська рада входила до складу Володарсько-Волинського району Житомирської області, на обліку в раді перебували села Давидівка та Сколобів.
12 серпня 1974 року, відповідно до рішення Житомирського облвиконкому № 342 «Про зміни в адміністративно-територіальному поділі окремих районів області в зв'язку з укрупненням колгоспів», центр сільської ради перенесено до с. Сколобів з перейменуванням ради на Сколобівську. Відновлена 18 березня 1992 року, відповідно до рішення Житомирської обласної ради, в с. Давидівка Грушківської сільської ради Володарсько-Волинського району.
Припинила існування 27 грудня 2016 року через об'єднання до складу Хорошівської селищної територіальної громади Хорошівського району Житомирської області.
Входила до складу Хорошівського (Кутузівського, Володарського, Володарськ-Волинського, 7.03.1923 р., 8.12.1966 р.) та Черняхівського (30.12.1962 р.) районів.